# Ciąża trojacza
Ciąża trojacza – ciąża, w której rozwijają się trzy płody jednocześnie. U człowieka ciąża trojacza przypada raz na 6500 porodów.

## Trojaczki jednojajowe

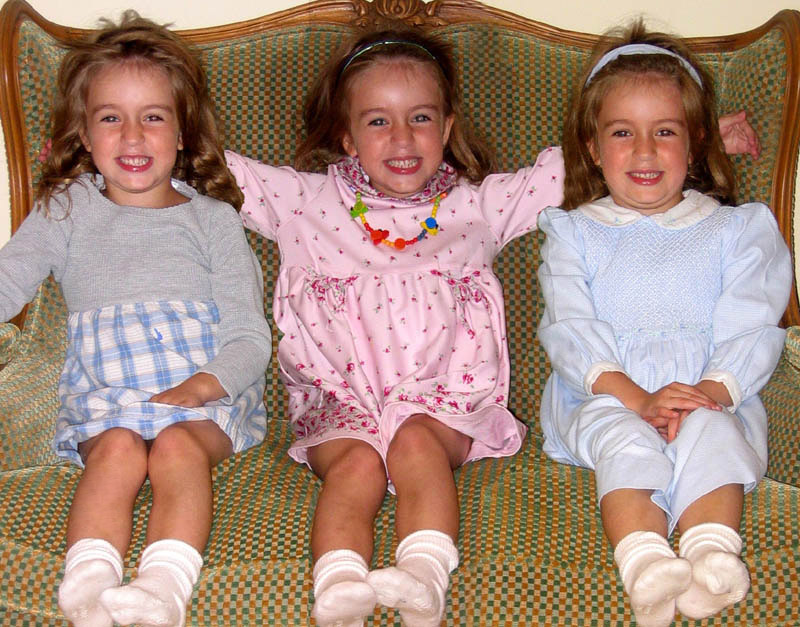
Trojaczki jednojajowe

Trojaczki jednojajowe urodzą się, gdy jedna zapłodniona komórka jajowa dzieli się na dwie części, a jedna z tych części znów się dzieli na dwie kolejne części. Trojaczki takie mają takie same cechy, co u bliźniąt jednojajowych - czyli mają wygląd prawie identyczny, posiadają ten sam materiał genetyczny, są tej samej płci i mogą mieć podczas okresu zarodkowego wspólne łożysko. Taki poród wypada bardzo rzadko, raz na 500 000 porodów, jest to najrzadsza ciąża trojacza.

## Trojaczki dwujajowe
Trojaczki dwujajowe urodzą się z zapłodnienia dwóch komórek jajowych, z których jedna dzieli się na dwie oddzielne części. Są to para bliźniąt jednojajowych urodzona z jednej komórki jajowej oraz trzeci, różniący się od pary, osobnik z drugiej komórki jajowej. Mogą być wszystkie tej samej płci lub różnej (para bliźniąt jednojajowych jest zawsze tej samej płci, trzeci płód może być dowolnej płci). Jest to najczęstsza postać ciąży trojaczej.

## Trojaczki trzyjajowe
Trojaczki trzyjajowe urodzą się z zapłodnienia trzech komórek jajowych, każdej z nich zapłodnionej innym plemnikiem. Mają różny materiał genetyczny, więc podobieństwo między nimi będzie takie samo jak zwykłego rodzeństwa - to znaczy mogą, lecz nie muszą różnić się płcią i wyglądem.